# 曹汝弼
曹汝弼，原名曹叶卜，號予襄，河南承宣布政使司開封府蘭陽縣（今河南省蘭考縣）人，清朝初年政治人物。

## 生平
崇禎十六年（1643年），河南補行壬午科鄉試，曹汝弼中式第七十名舉人。明亡仕清，順治三年（1646年），登進士，授貴州道試監察御史，后任湖廣湖北巡按御史。順治五年，任順天巡按御史。順治八年，任陝西按察使司僉事、寧夏道。后授寧夏河西道僉事、陝西西寧道僉事。順治十四年，任陝西布政司右參議、分守關南道。